# Tatera indica
Tatera indica là một loài động vật có vú trong họ Chuột, bộ Gặm nhấm. Loài này được Hardwicke mô tả năm 1807.